# ابقع
ابقع یکی از سه مدعی قدرت در شام در آخر الزمان است. خروج وی هنگامی‌ست که حاکم شام درمی‌گذرد، و فرزندانش نیز کشته می‌شوند. در این هنگام مردم شام به زیر سه بیرق ابقع و اصهب و سفیانی گردمی‌آیند. در نهایت وی از سفیانی شکست می‌خورد.
ابقع در لغت به ابلق یعنی هر شی سیاه و سفید و به خصوص به کلاغ سیاهی که با سفیدی آمیخته باشد و به هر شخص پلید و به ابرص و شوره زار و کسی که لباس وصله دار و رنگارنگ بپوشد، گفته می‌شود. و احتمالا اشاره به رنگ پرچم این مدعی دارد.

## سخنان بزرگان
پیامبر اسلام و امامان شیعه روایت شده که خروج ابقع در مصر و به دنبال دیده شدن ستاره دنباله دار و کسوف خورشید و خسوف ماه خواهد بود که همه اینها در نزدیکی ظهور روی خواهد داد.